# L'Arithmétique appliquée et impertinente
L'Arithmétique appliquée et impertinente est un manuel de Jean-Louis Fournier publié en 1993. 

## Résumé
Jean-Louis Fournier s'attaque à l'enseignement de l'arithmétique de manière ludique, avec humour, problèmes cocasses et fantaisistes.

## Adaptation
Le livre a été adapté à la télévision en 1995, dans un programme court diffusé sur La Cinquième, avec Jean-François Balmer dans le rôle du professeur. 